# Либерална партия на Андора
Либералната партия на Андора (на каталонски: Partit Liberal d'Andorra) е дясноцентристка андорска политическа партия, една от най-големите в страната. Подкрепя консервативния либерализъм. Основана е през 1992 година от Марк Форне Молне. Под негово ръководство партията печели изборите през 1994, 1997 и 2001 година и управлява страната до 2005 година. АЛБ е член на Либералния интернационал и на Европейската либералнодемократическа и реформистка партия.
На изборите през 2001 година печели 46,1% от гласовете, носещи ѝ 16 от общо 28-те депутатски места. През 2005 година отново формира правителство, но с нов лидер — Алберт Пинтат. Преди последните избори, състояли се на 26 април 2009 година, Пинтат сдава поста на Жоан Габриел и Естани. Въпреки това партията успява да спечели само 11 места и правителствената власт се прехвърля на Социалдемократическата партия. През 2011 година е основната партия в коалицията Демократи за Андора, която печели голямо мнозинство на парламентарните избори.